# Parafia Wszystkich Świętych w Chludowie
Parafia Wszystkich Świętych w Chludowie – rzymskokatolicka parafia w Chludowie, należy do dekanatu obornickiego. Powstała w XIV wieku. Mieści się przy ulicy Kościelnej. Prowadzą ją księża Werbiści.